# Вариеши
Ва́риеши (латыш. Varieši) — населённый пункт в Крустпилсском крае Латвии. Административный центр Вариешской волости. Расстояние до города Екабпилса составляет около 15 км. По данным на 2015 год, в населённом пункте проживал 271 человек. Есть волостная администрация, начальная школа, дом культуры, врачебная практика, краеведческий музей, магазин.

## История
В советское время населённый пункт был центром Циненского сельсовета Екабпилсского района. В селе располагалась центральная усадьба колхоза «Циня».